# Benátky (district de Hradec Králové)
Pour les articles homonymes, voir Benátky.
Benátky (en allemand : Benatek) est une commune du district et de la région de Hradec Králové, en Tchéquie. Sa population s'élevait à 124 habitants en 2022.

## Géographie
Benátky se trouve à 13 km au nord-ouest de Hradec Králové et à 97 km à l'est-nord-est de Prague.
La commune est limitée par Cerekvice nad Bystřicí et Hořiněves au nord, par Vrchovnice au nord-est, par Hořiněves à l'est, par Máslojedy et Čistěves au sud, et par Sovětice et Hněvčeves à l'ouest.

## Histoire
La plus ancienne mention écrite du village remonte à 1349.

## Transports
Par la route, Benátky trouve à 11 km de Smiřice, à 18 km de Hradec Králové et à 129 km de Prague.